# Каспіен (Мічиган)
Каспіен (англ. Caspian) — місто (англ. city) в США, в окрузі Айрон штату Мічиган. Населення — 805 осіб (2020).

## Географія
Каспіен розташований за координатами 46°3′55″ пн. ш. 88°37′36″ зх. д. / 46.06528° пн. ш. 88.62667° зх. д. (46.065309, -88.626640).  За даними Бюро перепису населення США в 2010 році місто мало площу 3,69 км², уся площа — суходіл.

## Демографія
Згідно з переписом 2010 року, у місті мешкало 906 осіб у 430 домогосподарствах у складі 226 родин. Густота населення становила 245 осіб/км².  Було 527 помешкань (143/км²).
Расовий склад населення:
| - 95,0 % — білих - 1,4 % — корінних американців - 0,7 % — азіатів |

До двох чи більше рас належало 2,9 %. Частка іспаномовних становила 1,2 % від усіх жителів.
За віковим діапазоном населення розподілялося таким чином: 21,4 % — особи молодші 18 років, 55,0 % — особи у віці 18—64 років, 23,6 % — особи у віці 65 років та старші. Медіана віку мешканця становила 46,4 року. На 100 осіб жіночої статі у місті припадало 95,3 чоловіків;  на 100 жінок у віці від 18 років та старших — 90,9 чоловіків також старших 18 років.
Середній дохід на одне домашнє господарство  становив 43 218 доларів США (медіана — 24 153), а середній дохід на одну сім'ю — 49 245 доларів (медіана — 43 750). Медіана доходів становила 33 929 доларів для чоловіків та 38 250 доларів для жінок. За межею бідності перебувало 14,2 % осіб, у тому числі 19,6 % дітей у віці до 18 років та 15,6 % осіб у віці 65 років та старших.
Цивільне працевлаштоване населення становило 308 осіб. Основні галузі зайнятості: освіта, охорона здоров'я та соціальна допомога — 30,2 %, мистецтво, розваги та відпочинок — 18,2 %, роздрібна торгівля — 12,7 %, сільське господарство, лісництво, риболовля — 8,1 %.